# Brzozowski
Brzozowski (forma żeńska: Brzozowska; liczba mnoga: Brzozowscy) – nazwisko polskie.
- Eliza Brzozowska (1818–1857) – działaczka patriotyczna
- Adam Brzozowski (ur. 1930) – polski kompozytor, aranżer, klarnecista, pedagog, dyrygent
- Alojzy Brzozowski (1900–1974) – powstaniec śląski, działacz społeczny
- Andrzej Brzozowski (1932–2005) – polski reżyser filmowy
- Antoni Brzozowski, w zakonie franciszkańskim Stefan (1805–1890) – polski duchowny, franciszkanin, propagator trzeźwości na Górnym Śląsku
- Antoni Brzozowski (1900–1957) – wioślarz, olimpijczyk z Paryża 1924
- Antoni Brzozowski (1952–2007) – polski sztangista i kulturysta
- Artur Brzozowski (ur. 1985) – polski lekkoatleta, chodziarz
- Dariusz Brzozowski (ur. 1980) – muzyk i instrumentalista
- Edward Brzozowski (1920–1983) – polski piłkarz
- Feliks Brzozowski (1836–1892) – malarz
- Franciszek Brzozowski herbu Korab – starosta ożarowski
- Ignacy Brzozowski (1750–1820) – pedagog, profesor Akademii Połockiej, ksiądz katolicki
- Jan Brzozowski-Haluch (1883–1941) – prezydent Lwowa, poseł, pułkownik, kolejarz
- Janusz Brzozowski (ur. 1951) – polski piłkarz ręczny grający na prawym skrzydle, reprezentant Polski
- Janusz Antoni Brzozowski (ur. 1935) – polski informatyk mieszkający w Kanadzie, znany z wkładu w teorię automatów
- Jarosław Brzozowski (1911–1969) – polski reżyser i operator filmów oświatowych i dokumentalnych
- Józef Brzozowski (1758–1837) – nauczyciel szkół płockich, komisarz oświecenia, wiceprezes Towarzystwa Naukowego Płockiego
- Julian Brzozowski (1925–2002) – rzeźbiarz, twórca galerii sztuki ludowej
- Kamil Brzozowski (ur. 1987) – polski żużlowiec
- Karol Brzozowski (1779–1862) – marszałek powiatu olhopolskiego
- Karol Brzozowski (1821–1904) – inżynier, poeta, powstaniec z 1863
- Kazimierz Brzozowski (1872–1952) – polski lekarz, właściciel drukarni i litografii w Łodzi
- Krystian Brzozowski (ur. 1982) – zapaśnik, medalista mistrzostw Europy, olimpijczyk
- Krzysztof Brzozowski (zm. 1616) – podkomorzy bielski
- Krzysztof Brzozowski (zm. 1635) – starosta drohicki, pisarz bielski
- Krzysztof Brzozowski – sekretarz królewski, podkomorzy bielski
- Krzysztof Brzozowski (ur. 1993) – lekkoatleta polski, kulomiot
- Ludwik Brzozowski (1833–1873) – polski poeta i pisarz
- Maksymilian Brzozowski (zm. 1659) – wojewoda brzeskolitewski
- Maksymilian Brzozowski – pilot, dowódca 301 Dywizjonu PSP
- Marcin Brzozowski (ur. 1978) – polski aktor, wykładowca na wydziale aktorskim Łódzkiej Szkoły Filmowej
- Marian Brzozowski (1803–1876) – powstaniec i emigrant
- Marian Brzozowski (ur. 1954) – profesor, doktor habilitowany nauk rolniczych, specjalista w zakresie hodowli zwierząt futerkowych
- Mariusz Brzozowski (ur. 1977) – polski projektant mody, partner w firmie Paprocki & Brzozowski
- Rafał Brzozowski (ur. 1981) – polski wokalista i klawiszowiec rockowy
- Rajmund Brzozowski (1763–1848), polski duchowny katolicki, jezuita
- Rajmund Brzozowski (ur. 1885), tytularny pułkownik Wojska Polskiego
- Stanisław Korab-Brzozowski (1876–1901) – poeta, tłumacz, reprezentant Młodej Polski
- Stanisław Brzozowski (zm. 1596) – biskup sufragan płocki
- Stanisław Brzozowski (1576–1637) – dominikanin, teolog, historyk
- Stanisław Brzozowski (ur. 1863) – architekt, autor projektów szeregu dworców kolejowych w Rosji
- Stanisław Brzozowski (1878–1911) – polski filozof, pisarz, publicysta, krytyk teatralny i literacki
- Stanisław Brzozowski (1889–1959) – polski inżynier budowy mostów
- Stanisław Brzozowski (ur. 1929) – polski lekkoatleta, skoczek wzwyż
- Stefan Brzozowski – imię zakonne Antoniego Brzozowskiego
- Stefan Brzozowski (ur. 1950) – kompozytor i wykonawca piosenek poetyckich
- Tadeusz Brzozowski (1749–1820) – dziewiętnasty z kolei generał zakonu jezuitów
- Tadeusz Brzozowski (1918–1990) – malarz, absolwent ASP, profesor
- Tadeusz Brzozowski (ur. 1957) – polski polityk, rolnik i hodowca, senator II kadencji
- Tomasz Brzozowski – ujednoznacznienie
- Tytus Brzozowski – polski architekt i malarz
- Wacław Brzozowski (ur. 1892) – major artylerii Wojska Polskiego
- Wiktor Brzozowski (1898–1981) – powstaniec śląski, działacz społeczny
- Wincenty Korab-Brzozowski (1877–1941) – polski poeta i tłumacz
- Władysław Brzozowski (1895–1990) – podpułkownik dyplomowany artylerii Wojska Polskiego
- Władysław Brzozowski (1947–2006) – koszykarz
- Wojciech Brzozowski (ur. 1976) – polski windsurfer
- Wojciech Brzozowski (ur. 1981) – polski prawnik, konstytucjonalista
- Zbigniew Brzozowski (1936–1992) – polski pisarz
- Zenon Brzozowski (1806–1887) – mecenas sztuki, ziemianin, marszałek szlachty guberni podolskiej